# Timpul de dimineață
Timpul de dimineață, uzual numit simplu Timpul, este un ziar cotidian de limbă română din Republica Moldova. 
Timpul de dimineață este unul dintre cele mai importante ziare din Republica Moldova, fiind unicul cotidian de limbă română ce este distribuit pe întreg teritoriul Moldovei (inclusiv în Transnistria) iar ediția de vineri este tipărită în peste 20.000 de exemplare.

## Istoric
Pe 14 septembrie 2001, pe piața media din Republica Moldova s-a lansat săptămânalul „TIMPUL info-magazin”, într-un format modern, conceput ca ediție-magazin. Director fondator și redactor-șef al ziarului „TIMPUL info-magazin” a devenit Constantin Tănase.
În iulie 2004, „TIMPUL info-magazin” își încetează apariția, activitatea fiindu-i suspendată în urma unui proces de judecată cu Guvernul Republicii Moldova (pe atunci comunist), în legătură cu o investigație despre o afacere dubioasă a companiei ”DAAC-HERMES”, proces câștigat la CEDO la finele anului 2007. Din iulie 2004 a început să apară o publicație nouă cu denumirea „TIMPUL de dimineață”, editată de același colectiv de ziariști. Fondatorul și directorul publicației „TIMPUL de dimineață” a rămas în continuare Constantin Tănase.
Redactor-șef coordonator a fost numită Sorina Ștefârță. În noul format, TIMPUL, începu să apară de două ori pe săptămână.
Din ianuarie 2005 “TIMPUL de dimineață” apare de trei ori pe săptămână, iar în luna octombrie 2005 este transformat în Cotidian Național Independent cu cinci apariții pe săptămână.